# Jan IV. Turzo
Ján IV. Turzo (16. dubna 1464 nebo 1466?, pravděpodobně Krakov – 2. srpna 1520, Nisa) byl římskokatolický biskup. Pocházel ze šlechtického rodu Turzů.

## Život
Narodil se 16. dubna 1466 pravděpodobně v Krakově, jako syn Jana III. Thurza a jeho první manželky Uršuly Bémové (Bem, † před rokem 1483), dcery Jana Béma z Krakova. Biskupského svěcení dosáhl v roce 1506, vysvětili jej jeho mladší bratr – olomoucký biskup Stanislav Thurzo a bratranec, biskup Žigmund Thurzo. Byl mecenášem umělců a ve významné míře se zasloužil o počátky humanismu ve Slezsku. V letech 1506–1520 byl vratislavským biskupem.
Zemřel 2. srpna 1520 a byl pohřben ve vratislavské katedrále.

## Mecenáš
Pokladnice mariánského poutního místa Čenstochová v Jasné Góře uchovává Turzův stříbrný oltářík z roku 1511 s byzantskou ikonou uprostřed..

## Rodina
- Otec Jan III. Turzo (1437–1508)
- Matka Uršula Bémová z Krakova († před 1483)
- Bratr Stanislav I. Turzo, ve starých textech někdy jako Stanislav Tuří (1470, Krakov – 17. duben 1540, Olomouc) byl v letech 1496–1540 35. olomouckým biskupem
- Bratr Jiří III. Turzo (Jerzy III.) (26. březen 1467, Krakov – 19. březen 1521, Augsburg)